# Grafheuvels van Hamont-Achel
In de Noord-Limburgse gemeente Hamont-Achel in België liggen twee grafvelden in het bosgebied tussen de dorpen Achel en Hamont. 
De oudste zijn de Bronstijdgrafheuvels van Haarterheide aan de Boskerkhofweg, die dateren van tussen 1800 en 800 v.C (Bronstijd). Daar waren 4 grafheuvels waarvan er 3 gereconstueerd werden met palenkrans. Er zijn grafheuvels met meerdere graven. Een grafheuvel werd opgeworpen voor één graf waar nadien graven werden bijgemaakt. Vaak werden ze honderden jaren lang gebruikt. 
De Grafheuvels aan de Grote Haart genoemd Urnenveld Pastoorsbos zijn een groep van acht grafheuvels uit de ijzertijd van tussen 800 en 600 v.C.  Bij opgravingen in 1962-1964 werden er door de Nationale Dienst voor Opgravingen urnen en potten gevonden. Deze zijn in bruikleen gegeven aan het gemeentelijk Grevenbroekmuseum. Sommige resten waren in een kuiltje bijgezet. Er werd verder een naar het noordoosten gericht graf met sleutelgat-vorm gevonden direct naast de weg.

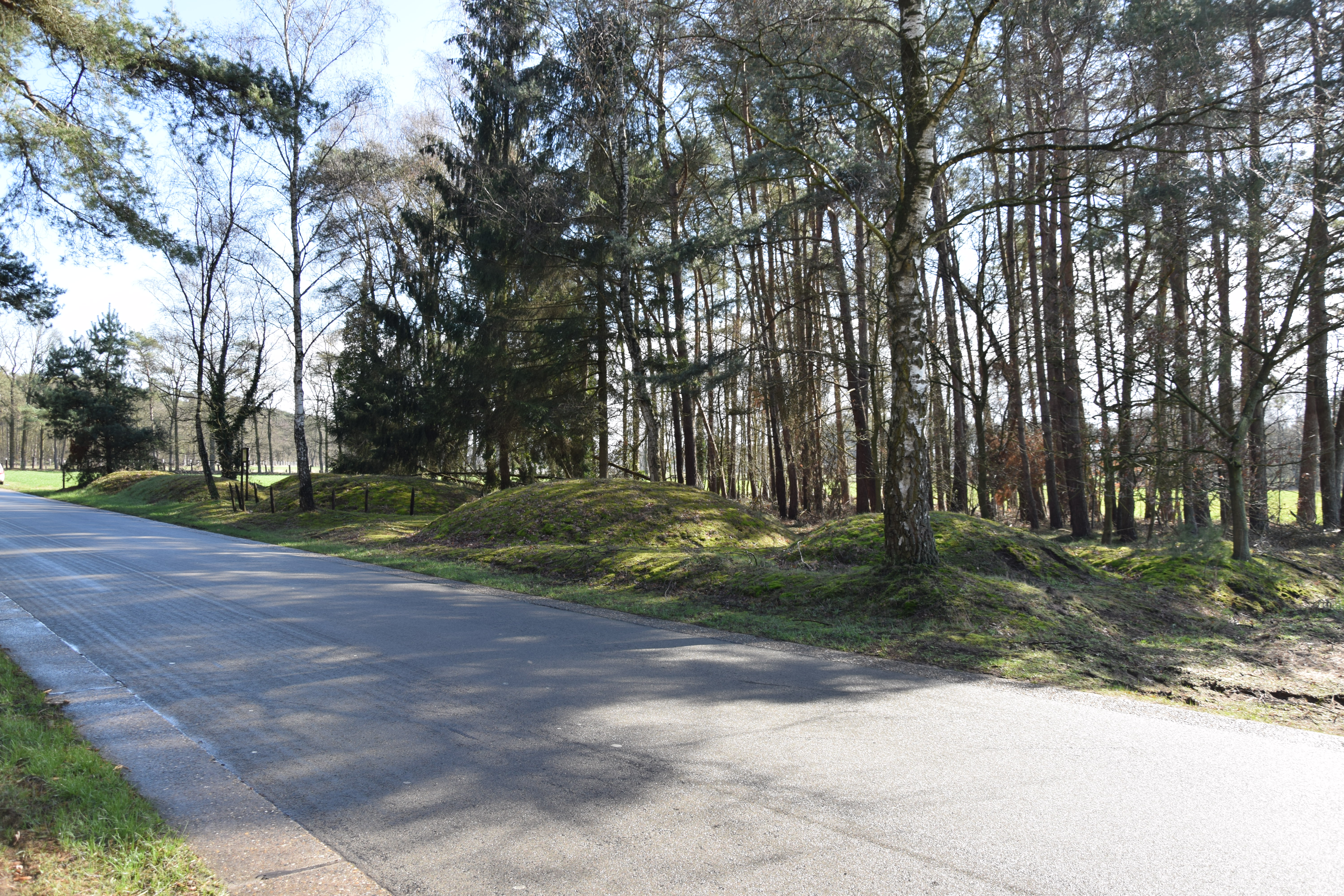
Urnenveld Pastoorsbos (Grafheuvels Grote Haart)
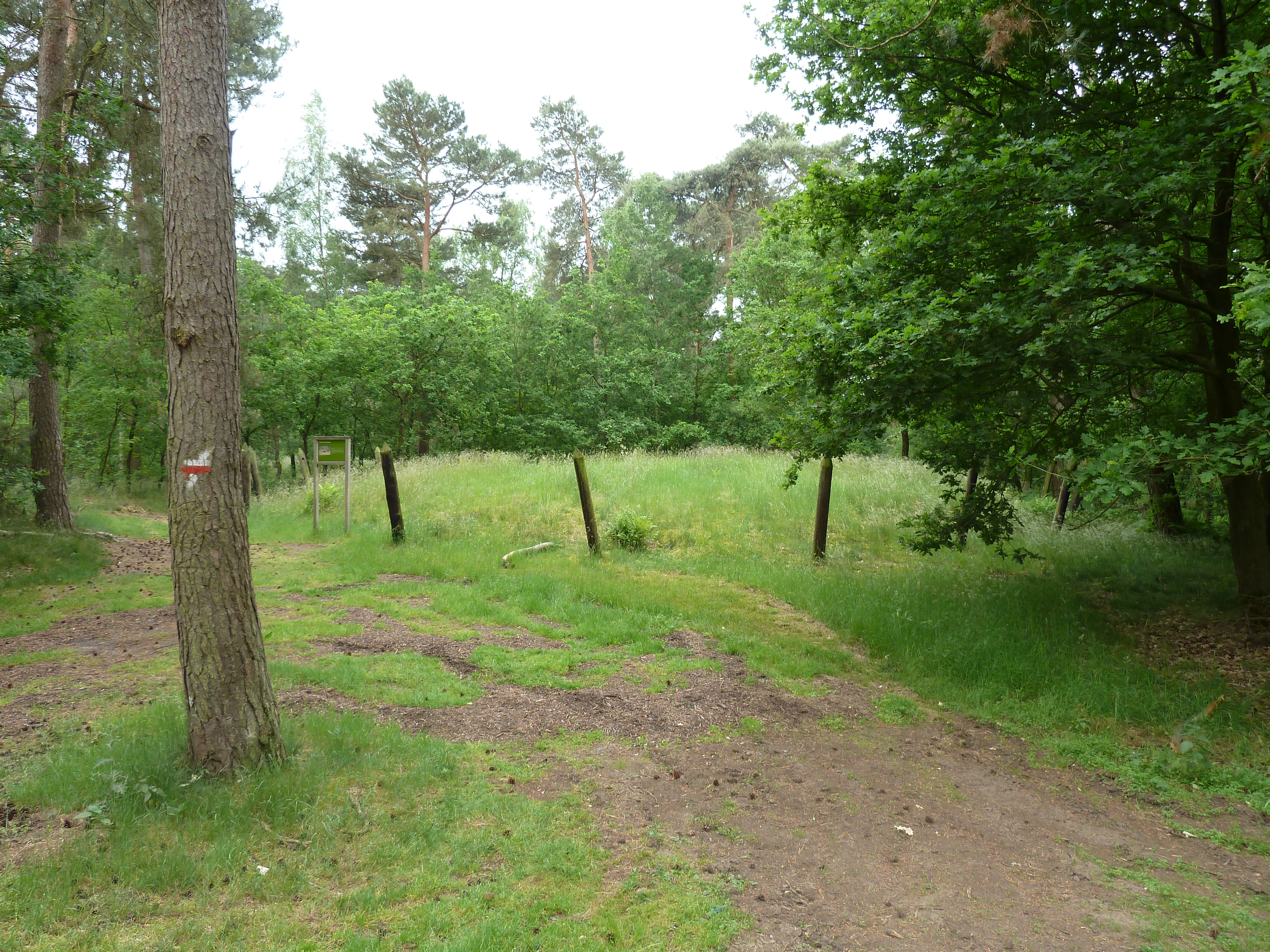
Grafheuvels Haarterheide (Boskerkhofweg)